# Brooklyn College – Flatbush Avenue
Brooklyn College – Flatbush Avenue – stacja końcowa metra nowojorskiego, na linii 2 i 5. Znajduje się w dzielnicy Brooklyn, w Nowym Jorku i zlokalizowana jest za stacją Newkirk Avenue. Została otwarta 23 sierpnia 1920.